# Saint-Maurice-sur-Adour
Saint-Maurice-sur-Adour è un comune francese di 614 abitanti situato nel dipartimento delle Landes nella regione della Nuova Aquitania.

## Società

### Evoluzione demografica
Abitanti censiti